# Jak zdobyć pieniądze, kobietę i sławę
Jak zdobyć pieniądze, kobietę i sławę – polska komedia z 1969 roku.

## Główne role
- Barbara Ludwiżanka – pani Klara
- Wanda Łuczycka – żona Wasiaka
- Ewa Szykulska – Mariola
- Jerzy Dobrowolski – reporter
- Krzysztof Litwin – urzędnik Olejniczak
- Bronisław Pawlik – fryzjer
- Jacek Woszczerowicz – konstruktor Zygmunt Wasiak, kierownik składnicy złomu

## Opis fabuły
Film składa się z trzech historii, każda z nich próbuje odpowiedzieć na postawione w filmie pytanie. Pierwsza opowiada o fryzjerze, który zdobywa pieniądze w nietypowy sposób - kradzione kundle dzięki swoim umiejętnościom zmienia w pudle. Bohaterem drugiej jest Olejniczak, urzędnik i nieśmiały uwodziciel zakochany w pannie Marioli. Trzecia historia opowiada o konstruktorze, który w poszukiwaniu sławy buduje batyskaf, ale tonie zaraz po zanurzeniu machiny w jeziorze. Sekcja zwłok wykazuje, że Wasiak miał dwa serca.